# Nobutoshi Kaneda
Nobutoshi Kaneda (jap. 金田 喜稔 Kaneda Nobutoshi; ur. 16 lutego 1958) – były japoński piłkarz, reprezentant kraju.

## Kariera klubowa
Od 1980 do 1991 roku występował w klubie Nissan Motors.

## Kariera reprezentacyjna
W reprezentacji Japonii zadebiutował w 1977. W reprezentacji Japonii występował w latach 1977–1984. W sumie w reprezentacji wystąpił w 58 spotkaniach.

## Statystyki
| Reprezentacja Japonii | Reprezentacja Japonii | Reprezentacja Japonii |
| Rok                   | Mecze                 | Gole                  |
| --------------------- | --------------------- | --------------------- |
| 1977                  | 1                     | 1                     |
| 1978                  | 14                    | 0                     |
| 1979                  | 3                     | 0                     |
| 1980                  | 12                    | 2                     |
| 1981                  | 6                     | 0                     |
| 1982                  | 8                     | 0                     |
| 1983                  | 8                     | 2                     |
| 1984                  | 6                     | 1                     |
| Razem                 | 58                    | 6                     |